# أويزر
أويزر هي قرية في مقاطعة كرج، إيران. عدد سكان هذه القرية هو 206 في سنة 2006.